# Модриште
Модриште (мак. Модриште) — село у Північній Македонії, входить до складу общини Македонський Брод Південно-Західного регіону.
Населення — 39 осіб (перепис 2002), за етнічним складом — 38 македонців та 1 серб.

## Галерея

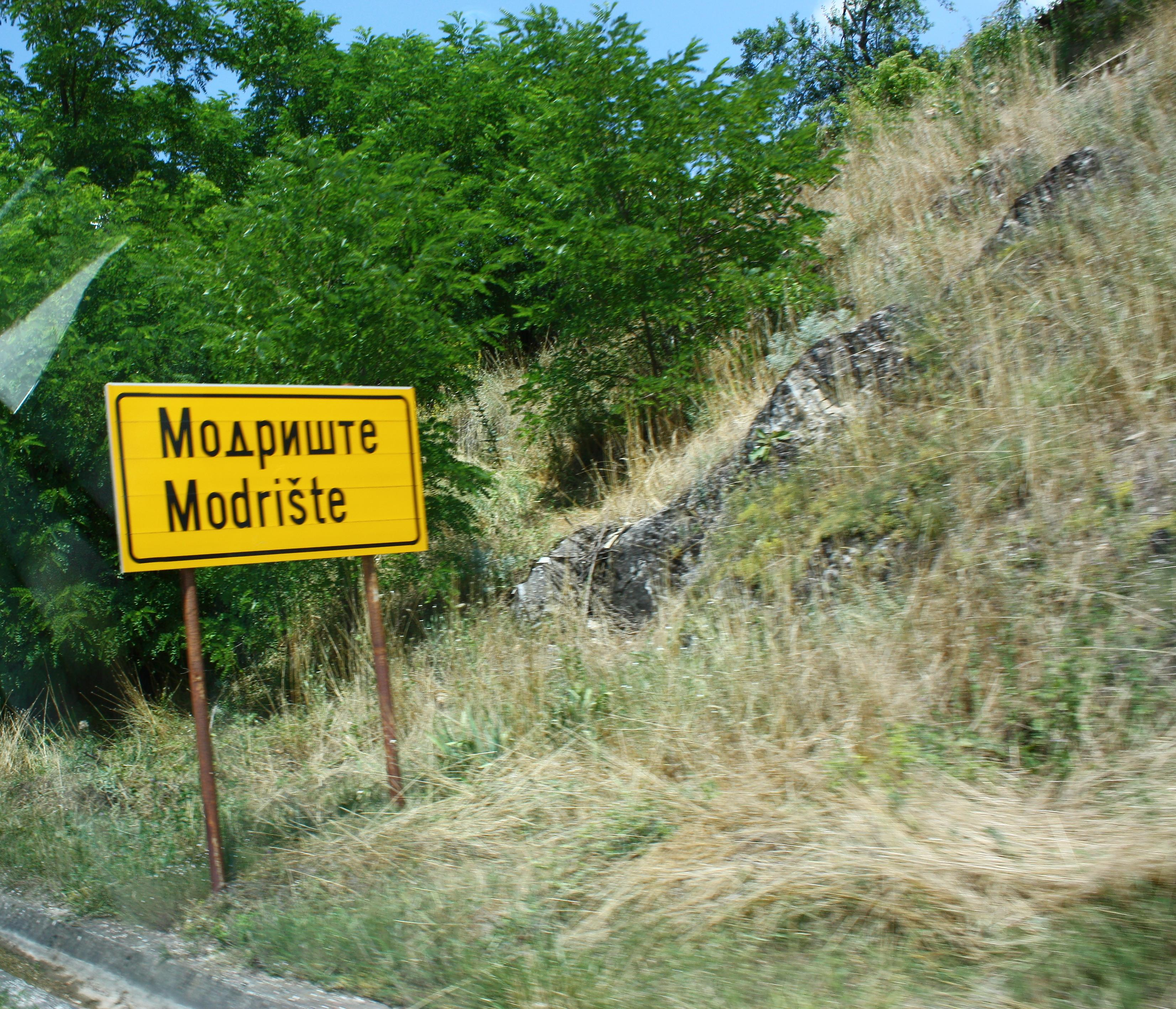
В'їзний знак
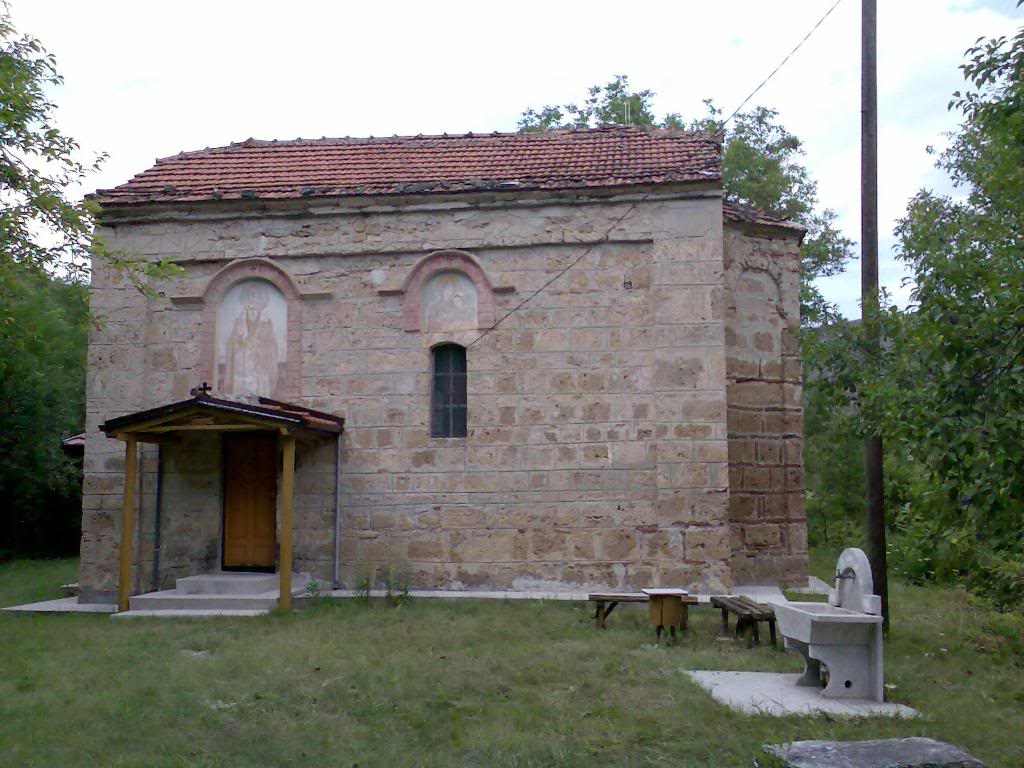
Церква
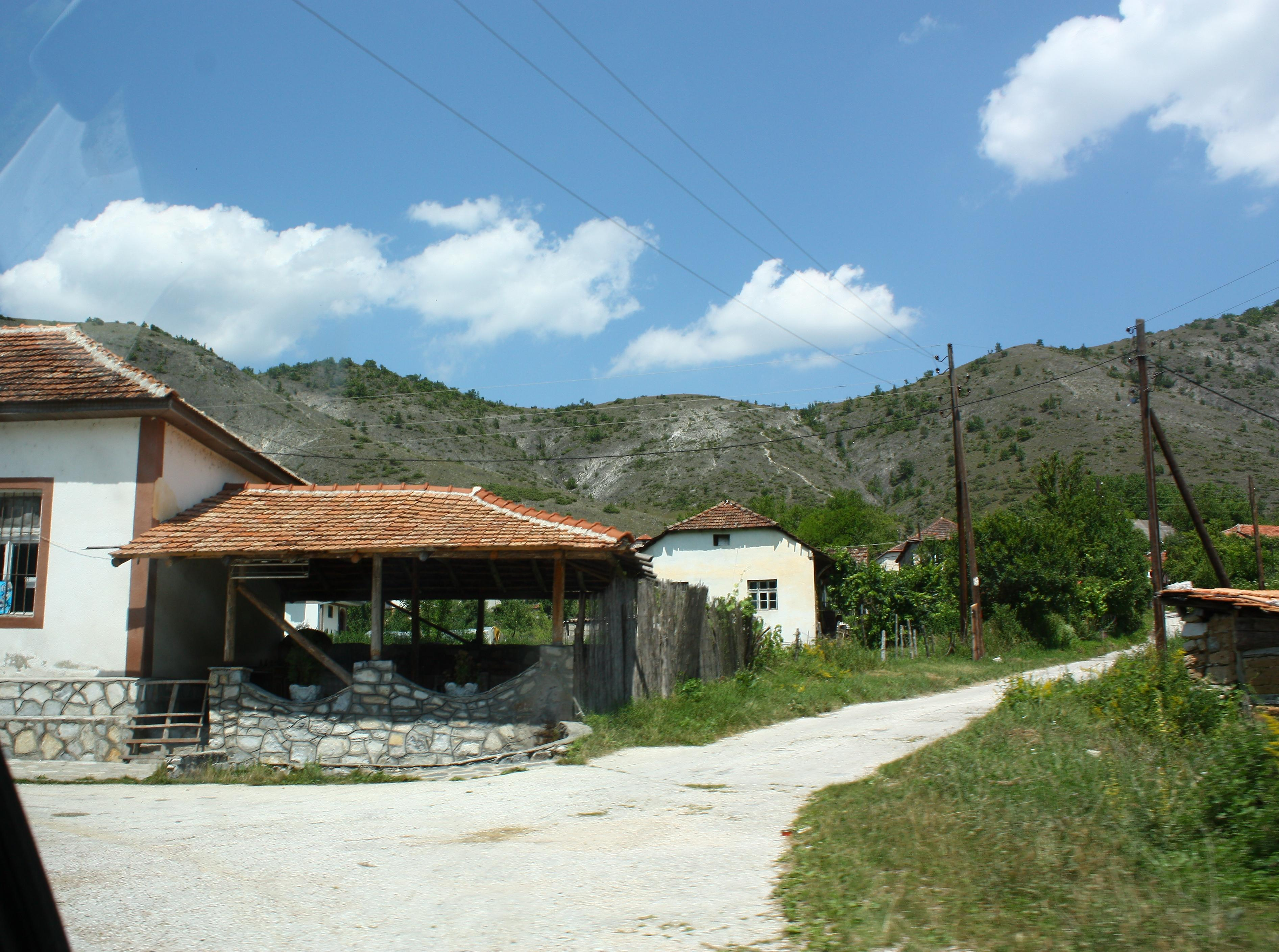
У селі